# Stazione di Fiumicino Aeroporto
Stazione di Fiumicino Aeroporto vasútállomás Olaszországban, Fiumicino településen.

## Vasútvonalak
Az állomást az alábbi vasútvonalak érintik:
- Róma–Fiumicino-vasútvonal

## Kapcsolódó állomások
A vasútállomáshoz az alábbi állomások vannak a legközelebb:
- Stazione di Parco Leonardo (Stazione di Orte, FL1)